# Villar del Cobo
Villar del Cobo è un comune spagnolo di 222 abitanti situato nella comunità autonoma dell'Aragona.